# Науково-дослідний інститут історії української культури імені академіка Дмитра Багалія
Науково-дослідний інститут історії української культури імені академіка Д. Багалія — науково-дослідна установа для вивчення історії культури українського народу.
Початково створений як науково-дослідна кафедра історії України при Харківському інституті народної освіти (1921). У грудні 1929 року кафедра була реорганізована в Науково-дослідний інститут історії української культури імені академіка Дмитра Багалія, що був зліквідований у січні 1934 року.
Знаходився у Харкові.

## Історія створення  та діяльності
У жовтні 1921 відповідно до постанови Народного комісаріату освіти УСРР була створена науково-дослідна кафедра історії України. Фактично вона почала працювати від березня 1922 року.
У 1921—1923 роках кафедра мала секції:
- історії України, що її очолював Д. Багалій; її підсекції очолювали:

- історії України — В.Барвінський,
- історії українського мистецтва — С.Таранушенко.

- літературно-етнографічну секцію, на чолі із М. Сумцовим, пізніше — О. Вєтуховим (згодом перейменовану на секцію етнології та краєзнавства); поділялася на підсекції

- археології і етнографії (керівники О. Федоровський та О.Вєтухов) та
- історії українського письменства (керівник О. Білецький).

1925—1929 етнолого-краєзнавча секція мала три підсекції: 
- матеріальної культури (керівник — В. Білецька),
- духовної культури (керівник — А. Ковалівський),
- краєзнавства (керівник — П. Г. Ковалівський).

Підсекція історії українського мистецтва у грудні 1923 була приєднана до літературно-етнографічної секції, а пізніше віднесена до кафедри мистецтвознавства при ВУАН у Києві і стала її Харківською філією.
У грудні 1924 на основі підсекції історії українського письменства створена нова кафедра Харківського інституту народної освіти.
1925—1926 року секція російської історії кафедри історії європейської культури була приєднана до кафедри Д.Багалія. Новостворена секція історії українського права виокремлена в окрему кафедру
Харківського інституту народної освіти.
У 1924—26 науково-дослідна кафедра мала секції 
- історії Росії,
- історії України,
- етнології та краєзнавства та
- історії українського права.

1926—1929 — 
- історії України,
- етнології та краєзнавства й
- Одеську філію, що нею керував — М. Слабченко (після його арешту у кінці 1929 філія фактично перестала існувати вже у 1930 році).

1926 року кафедра перейменована на кафедру історії української культури, 1927 кафедрі присвоєно ім’я засновника — Д.Багалія.
На цій основі у грудні 1929 року, з приєднанням історичної секції Ніжинської кафедри історії культури та секції історії України Дніпропетровської кафедри українознавства, і був організований Науково-дослідний інститут історії української культури імені академіка Дмитра Багалія.
Директором інституту спочатку був Д.Багалій, потім — Д. Похилевич (1933-1934), далі — К. Гуслистий (т. в.о. директора у 1934).
Інститут мав сектори: 
- передкапіталістичної історії України,
- епохи промислового капіталізму,
- імперіалізму,
- соціалістичного будівництва та
- історії народів СРСР.

На базі етнолого-краєзнавчої секції був створений Український науково-дослідний інститут історії матеріальної культури НКО УСРР на чолі із О. Федоровським, що мав секції археології, етнології, етнографії, мистецтвознавства, історії техніки.
1933 року інститути об'єднані у єдиний Харківський Науково-дослідний інститут історії української культури імені академіка Дмитра Багалія. 

Він мав сектори: 
- первісного суспільства,
- рабовласництва,
- феодалізму, капіталізму,
- імперіалізму й
- соціалістичного будівництва;

відділи: археології, антропології та етнографії, мистецтва; 

кабінети: історіографії, джерелознавства, бібліографії і спеціальних історичних дисциплін.
У 1922—1933 роках при науково-дослідній кафедрі, а потім інституті діяли комісії:
історії Слобожанщини (керівник — Д. Багалій), бібліографічна (керівник — А. І. Козаченко), техніки історичного дослідження (керівник — В. І. Веретенников) та аспірантська. До складу останньої входили наукові керівники аспірантів.
Крім згаданих, на кафедрі, а потім у інституті дослідження провадили: О. Багалій-Татаринова, О. Водолажченко, Р. Данковська, В. Дубровський, І. Єрофеїв, Є. Іванов, С. Королівський, Н. Мірза-Авак’янц, М. Максимейко, О. Оглоблин, Н. Полонська-Василенко, В. Романовський, М. Рубінштейн, Д. Соловей, В. Щепотьєв, М. Яворський, Є. Шманкевич та ін.

## Діяльність
Співробітники установи досліджували різноманітні теми, серед іншого соціально-економічну та політичну історію України 17—19 ст., питання з історії матеріальної і духовної культури українського народу, зокрема історії національного мистецтва, науки та літератури.

## Репресії
Інститут був зліквідований у січні 1934 року.

За різними звинуваченнями багатьох працівників науково-дослідної кафедри та інституту було репресовано, як під час діяльності інституту, так і після його ліквідації.
Були репресовані:
- Водолажченко Ольга Гаврилівна
- Федоровський Олександр Семенович
- Ковалівський Андрій Петрович
- Слабченко Михайло Єлисейович
- Максимейко Микола Олексійович
- Романовський Віктор Олександрович
- Щепотьєв Володимир Олександрович
- Яворський Матвій Іванович
- Шманкевич Євген Іванович
- Риженко Яків Омелянович
- Трачевський Гнат Митрофанович
- Бачинський Михайло Опанасович
- Гордієвський Михайло Іванович
- Бузинний Олександр Тихонович
- Погорілий Іван Іванович
- Барвінський Віктор Олександрович
- Берченко Євгенія Василівна
- Межберг Наум Ісакович
- Суровцова Надія Віталіївна
- Гніп Михайло Оксентійович

та інші.
Емігрували:
- Оглоблин Олександр Петрович
- Полонська-Василенко Наталія Дмитрівна
- Соловей Дмитро Федорович

та інші.